# Augusta Raurica

Rekonstruktionsvorschlag von Augusta Raurica zur Blütezeit 240 n. Chr.

Die römische Kolonie Augusta Raurica (lateinisch Colonia Augusta Rauricorum ‚Stadt des Augustus im Land der Rauriker‘) liegt rund zehn Kilometer östlich von Basel in der Schweiz am Südufer des Rheins. Offiziell wurde sie im Jahr 44 v. Chr. gegründet und entwickelte sich zur grössten Stadt der Region. Um 200 n. Chr. lebten hier etwa 10'000 Menschen. Die Zivilsiedlung hatte Bestand bis etwa 280 n. Chr. Nachdem die Siedlung kurzzeitig auf eine stark verkleinerte Wohnfläche (enceinte réduite) reduziert worden war, entstand im nördlichen Stadtgebiet am Rhein um 300 das Castrum Rauracense, das während etwa 100 Jahren römische Truppen beherbergte. Im 7. Jahrhundert verlor die Stadt ihre Bedeutung an das neue regionale Zentrum Basel. Heute erstreckt sich das antike Siedlungsgebiet über die Gemeinden Augst (BL) und Kaiseraugst (AG). Die römische Stadt ist kaum überbaut worden und wird erst nach und nach durch kleinere Not- und Forschungsgrabungen erforscht.

## Lage und Topografie

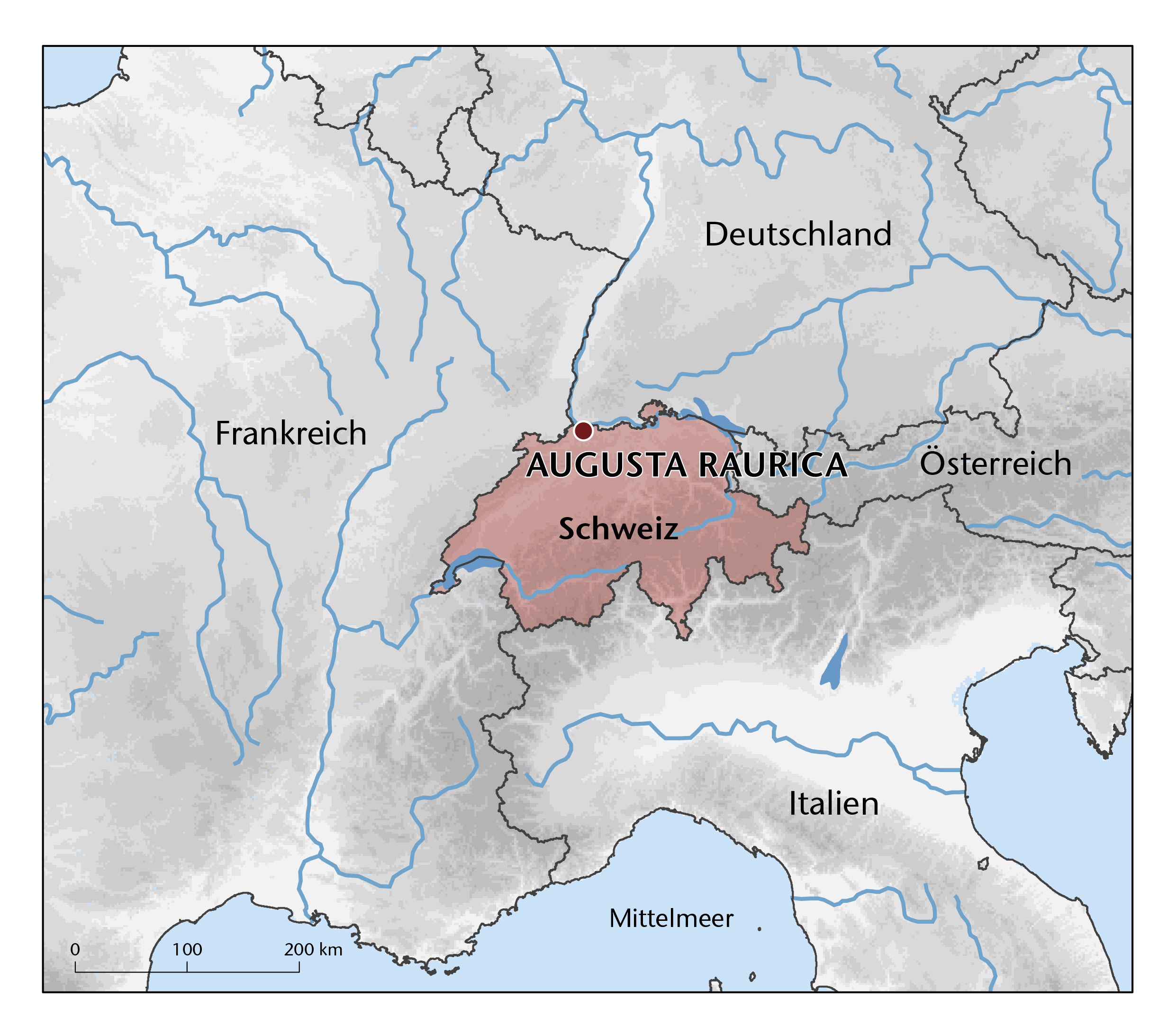
Die Lage der antiken Stadt Augusta Raurica in der heutigen Nordwestschweiz bei Basel

Augusta Raurica liegt auf einer Terrasse zwischen Rhein und Tafeljura im Nordwesten der heutigen Schweiz. Die Colonia wurde als Planstadt auf der grünen Wiese gegründet, musste also keine Rücksicht auf bereits bestehende Siedlungsstrukturen nehmen. Die Bauherren konnten dadurch die für ihre Zwecke ideale Lage und Topografie auswählen. Der Rhein verband die Stadt auf dem Wasserweg mit grossen Teilen der nordwestlichen Provinzen. Zudem kreuzten sich bei Augusta Raurica die von Oberitalien über den Grossen St. Bernhard via Aventicum kommende Nord-Süd-Strasse, die hier den Rhein überquert, und die von Gallien nach Raetien und Pannonien führende West-Ost-Strasse. Zwei Bäche, die Ergolz und der Violenbach, hatten an dieser Stelle ein Plateau mit steil abfallenden Hängen geformt, das der Stadt einen natürlichen Schutz und eine weite Sicht über die Rheinebene gewährte. Sie sorgten – ergänzt durch Aquädukte, vor allem die Wasserleitung aus Liestal – zudem für eine gute Wasserversorgung. Die fruchtbare, klimatisch begünstigte Rheinebene ermöglichte die Versorgung der Stadt mit landwirtschaftlichen Produkten.
Die Colonia wurde auf einem Geländesporn angelegt (sogenannte Oberstadt). Der cardo maximus ist nicht nach Norden ausgerichtet, sondern weicht aufgrund der Topografie um 36 Grad nach Westen ab. Er kreuzt sich auf dem Forum mit dem decumanus maximus. Das regelmässige Insula-Raster, das über das ganze Oberstadt-Plateau gelegt wurde, bildet Rechtecke von etwa 56 × 66 m. Ein Teil der Siedlung wurde zudem in der Ebene am Rhein angelegt (sogenannte Unterstadt), hier wurde das Insula-Raster jedoch nicht aufgenommen.

## Name der Kolonie

Die Grabinschrift auf dem Grabmonument des Lucius Munatius Plancus auf dem Monte Orlando bei Gaeta. In den letzten zwei Zeilen werden die Colonias Lugudunum (Lyon) und Rauricam genannt

In der ersten heute bekannten Nennung, der Grabinschrift des Lucius Munatius Plancus, wird die Colonia schlicht Colonia Raurica genannt. Bei der augusteischen Neugründung erfolgte dann eine Erweiterung des Namens zu Colonia Paterna (?) Munatia (?) Felix (? oder Copia?) Apollinaris Augusta Emerita Raurica. Das nachgewiesene Emerita deutet darauf hin, dass die Stadt als Veteranenkolonie gegründet wurde und wohl ursprünglich einen militärischen Charakter haben sollte. Der erste gesicherte Beleg für den Namensbestandteil Augusta stammt aus dem Jahre 139 n. Chr., eine solche Benennung bereits ab augusteischer Zeit ist jedoch sehr wahrscheinlich. Raurica geht auf den in der Region ansässigen keltischen Stamm der Rauriker zurück. Neben Raurica findet sich häufig auch alternativ die Genitivform Rauricorum oder Rauracorum in den antiken Zeugnissen.

## Geschichte

### Gründungszeit
Im Bereich der späteren Colonia Augusta Raurica wurde bereits im Neolithikum und in der Bronzezeit gesiedelt. Funde aus der spätkeltischen Zeit (Latène D1) zeigen, dass bis etwa 70 v. Chr. eine kleine keltische Siedlung bestand, aus den Jahrzehnten vor der Gründung der Colonia fehlen jedoch Hinweise auf eine Besiedlung.
Gemäss der Grabinschrift von Lucius Munatius Plancus in Gaëta wurde die Colonia im Sommer des Jahres 44 v. Chr. formal gegründet. Aus dieser Zeit konnten bislang jedoch keine archäologischen Befunde nachgewiesen werden. Möglich ist, dass die Colonia entweder als Folge der Bürgerkriege nach Caesars Tod über den formalen Gründungsakt nicht hinauskam oder dass die Colonia Raurica ursprünglich nicht bei Augst, sondern in Basel (Basilia) gegründet wurde. Zu einer dauerhaften Koloniegründung kam es erst in Folge der Eroberung der Zentralalpen unter Kaiser Augustus um 15 v. Chr. Die ältesten archäologischen Zeugnisse stammen aus den Jahren 20–10 v. Chr. Das älteste öffentliche Bauwerk ist das Hauptforum, das wohl bereits kurz nach der Gründung aus Holz erbaut wurde.

### Auf- und Ausbau im 1. Jahrhundert n. Chr.
Im Verlauf des 1. Jahrhunderts wurden die Insulae mit Wohn- und Handwerkshäusern überbaut und die Stadt wuchs rasch. Am westlichen Rand der Oberstadt befanden sich ausgedehnte Tempelbezirke mit gallorömischen Viereckstempeln. Gegenüber dem Forum wurde in tiberischer Zeit eine Therme errichtet, die sogenannten Frauenthermen. In der gleichen Zeit entstand in der Ebene am Rhein ein Militärlager aus Holz, das eine Fläche von etwa 90 × 140 m umfasste. Wegen der Lage direkt an der Grenze wurden in der Zivilstadt Truppen stationiert, die zum Heeresverband des 40 km entfernten und militärisch viel bedeutenderen Vindonissa gehörten.
Um die Mitte des 1. Jahrhunderts setzte eine rege Bautätigkeit ein und die Gebäude der Colonia wurden innert weniger Jahrzehnte in Stein ausgebaut. Auch grosse Neubauprojekte wurden in Angriff genommen. Im Zentrum der Stadt entstanden in flavischer Zeit ein szenisches Theater und direkt gegenüberliegend ein grosser Podiumstempel (Schönbühltempel). Daneben wurde ein zweites, kleineres Forum errichtet (Südforum) und inmitten der Wohnquartiere wurde eine Badeanlage gebaut, die eine ganze Insula umfasste (Zentralthermen). Am westlichen Stadtrand entstand eine grosse Tempelanlage, zu der ein Heilbad gehörte (Tempel und Bad in der Grienmatt).
Bereits um die Mitte des 1. Jahrhunderts wurde das Militärlager in der Unterstadt wieder aufgegeben. Unter Vespasian wurde dann die bisher am Rhein entlangführende Grenze zu Germanien weiter nach Norden verschoben und Augusta Raurica wurde zu einer reinen Zivilstadt. Etwa ab der gleichen Zeit wurde der ehemalige Standort des Militärlagers mit Wohn- und Handwerksbauten aus Holz überbaut. Zudem begann man mit dem Bau einer Stadtmauer, die aber nie fertiggestellt wurde.

### Blütezeit im 2. Jahrhundert n. Chr.
Das 2. Jahrhundert brachte der Stadt Jahrzehnte der politischen Stabilität und wirtschaftlichen Blüte. Die Stadt war weitgehend «fertig» gebaut und es lassen sich vorwiegend Um- und Ausbauten an bestehenden Gebäuden feststellen. Der wohl grösste Umbau fand zu Beginn des Jahrhunderts im Zentrum der Colonia statt, wo das szenische Theater in ein Semi-Amphitheater umgebaut wurde. Ein Brand löste zudem umfangreiche Um- und Neubauarbeiten am Forum aus.
Etwa um 170 n. Chr. wurde am südlichen Rande der Stadt der Bau eines «echten» Amphitheaters in Angriff genommen. Dazu nutzte man einen natürlich entstandenen Geländeeinschnitt, dies ersparte grössere Aushub- und Aufschüttungsarbeiten. Das Semi-Amphitheater im Stadtzentrum wurde daraufhin wiederum in ein szenisches Theater umgebaut.
Auch in den Privathäusern fanden Um- und Ausbauarbeiten statt; vor allem gegen Ende des 2. Jahrhunderts entstanden reich ausgestattete Stadtvillen, die teilweise ganze Insulae einnahmen. In zwei Fällen erhielten die Besitzer sogar die Erlaubnis, ihre Privathäuser über die öffentlichen Strassen hinweg zu erweitern. Die Gebiete der Unterstadt blieben einfachere Wohn- und Handwerksquartiere, die Gebäude wurden nun jedoch auch hier in Stein ausgebaut.

### Krise und Befestigung im 3. Jahrhundert
Das 3. Jahrhundert brachte Augusta Raurica einschneidende Ereignisse und Veränderungen. Das Römische Reich wurde von zahlreichen Kriegen, politischen und wirtschaftlichen Unsicherheiten und Angriffen auf die Grenzen in Atem gehalten. Die Auswirkungen lassen sich in Augusta Raurica bereits in der ersten Hälfte des 3. Jahrhunderts fassen. Einzelne Wohn- und Handwerksgebäude wurden aufgegeben und dem Zerfall überlassen, der Abfall wurde nicht mehr weggeräumt und blieb in den Strassen liegen. Brände häuften sich, wobei in einigen Fällen der Brandschutt an Ort und Stelle liegen blieb und auch wertvolle Gegenstände wie Silberstatuetten und Bronzegefässe nicht daraus geborgen wurden. Mit dem Krieg um das Gallische Sonderreich und der Aufgabe des obergermanisch-rätischen Limes in den 260er-Jahren häuften sich die Phänomene, bis die Stadt um 280 n. Chr. weitgehend aufgelassen und zerstört war. Waffen- und Skelettfunde in den Strassen der Oberstadt deuten darauf hin, dass auch die Colonia von Kämpfen heimgesucht wurde. Die stark reduzierte Bevölkerung zog sich auf einen natürlichen Geländesporn am Rande der Oberstadt zurück, den sie mit Baumaterial aus den öffentlichen und privaten Bauwerken der Stadt befestigte.

### Militärpräsenz in der Spätantike
Die enceinte réduite auf dem Kastelenplateau war nur eine vorübergehende Lösung, denn etwa ab 290 wurde mit dem Bau eines Castrums am Rhein, im Gebiet der Unterstadt, begonnen. Das Römische Reich war unter Kaiser Diocletian wieder so weit gefestigt, dass umfangreiche Investitionen in den Grenzschutz möglich waren. Das Castrum Rauracense (das heutige Kaiseraugst) sicherte den Brückenübergang über den Rhein und beherbergte Truppen der Legio I Martia.
In der Mitte des 4. Jahrhunderts wurde das römische Reich aufgrund der kriegerischen Auseinandersetzungen zwischen den Söhnen Constantins des Grossen und dem Gegenkaiser Magnentius innenpolitisch geschwächt. Germanische Stämme nutzten die Unruhen und fielen vielerorts über die Grenzen ein. Auch das Castrum wurde wohl im Spätsommer des Jahres 352 n. Chr. überrannt und schwer beschädigt. In dieser Zeit wurde auch einer der grössten erhaltenen Silberschätze der Spätantike vergraben: 58 kg reines Silber, verarbeitet zu 270 Objekten wie Platten, Schalen, Löffel oder Münzen. Dank diverser Inschriften ist bekannt, dass der Silberschatz von Kaiseraugst hochrangigen Gefolgsleuten des Kaisers gehört hat.
In der zweiten Hälfte des 4. Jahrhunderts wurde das Castrum wiederhergerichtet und war Teil der Grenzbefestigung am Rhein, die Kaiser Valentinian mit 50 Wachtürmen zwischen dem Bodensee und Basel verstärken liess.
Vor dem Castrum lassen sich zwei Wehrgräben fassen, welche einander teilweise überschneiden. Der ältere Wehrgraben aus der Zeit der Erbauung des Kastells wurde gegen Ende des 4. Jahrhunderts verfüllt. Dies könnte eine Konsequenz des andernorts um 400/401 bezeugten Abzugs der römischen Truppen im Zuge der Bedrohung Italiens durch die Goten sein. Hingegen weisen Funde wie Keramik und Militaria auf die Präsenz von römischen Truppen bis in die erste Hälfte des 5. Jahrhunderts hin. Es ist also nicht gesichert, wie lange das Castrum noch vom römischen Militär genutzt wurde.

### Veränderungen und Kontinuitäten im Frühmittelalter
Der Übergang von der spätantiken Militärsiedlung zur frühmittelalterlichen Zivilsiedlung ist bisher nur lückenhaft bekannt. Die Steinbauten im Innern des Castrums wurden im Laufe des 5. Jahrhunderts teilweise umgenutzt, teilweise zugunsten von Holz- und Lehmfachwerkbauten aufgegeben. Bei der Bevölkerung handelte es sich wohl weitgehend um Nachfahren der Kastellbewohner, ab dem 6. Jahrhundert wird jedoch auch eine fränkische Bevölkerung fassbar, bei der es sich wohl um die Oberschicht handelte. Mit dem Aufschwung der Stadt Basel im 7. und 8. Jahrhundert verlor die Siedlung ihre Bedeutung als regionales Zentrum und wurde zu einem kleinen Bauern- und Fischerdorf.

## Öffentliche Bauwerke

### Fora

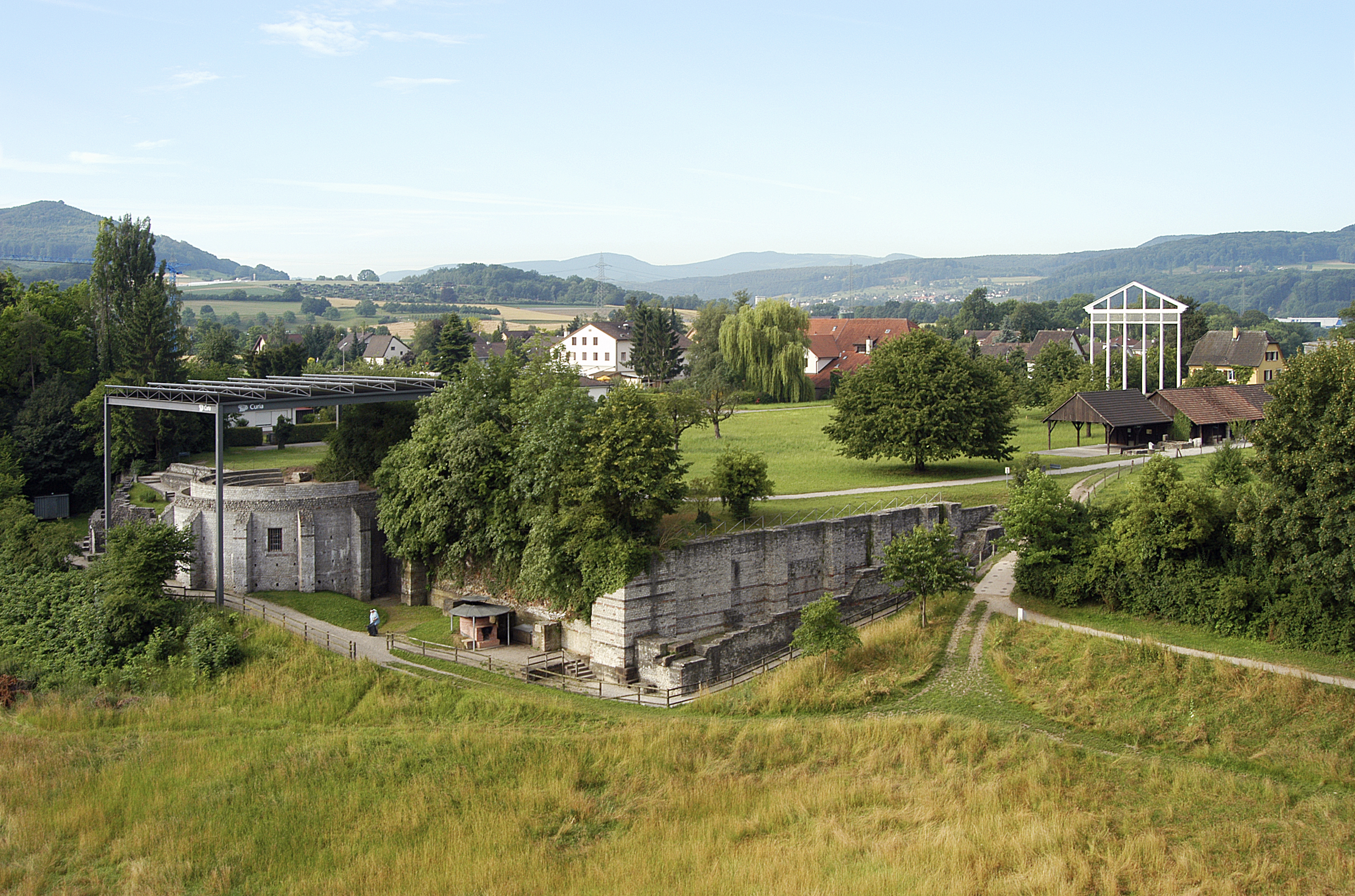
Blick von Norden auf den mächtigen Unterbau der Curia und die gut erhaltene Stützmauer der Basilika. Dahinter das Forum mit der nachgebauten Fassade des Forumtempels

Das Hauptforum von Augusta Raurica gliedert sich in vier Teile: ein weitläufiger Platz, die area publica, war von Tabernen umgeben, ebenso die westlich daran angrenzende area sacra mit dem Podiumstempel. Der Cardo Maximus führte über das Forum und trennte diese beiden Forumsbereiche. Östlich an die area publica anschliessend befand sich die Basilica, an die wiederum eine ¾-kreisrunde Curia angebaut war. Damit ist das Hauptforum von Augusta Raurica ein typischer Vertreter des Typus «Gallisches Forum» und fügte sich blockartig in das Insulasystem der Oberstadt ein.
Südwestlich des Szenischen Theaters befand sich ein weiterer forumsartiger Gebäudekomplex, das sogenannte Südforum mit Nebenforum. Beim Südforum handelt es sich um zahlreiche kleine, um einen Hof angeordnete Kammern, das angrenzende Nordforum umfasst einen breiten Gang, an den beidseits ebenfalls kleine Kammern anschliessen. Möglicherweise ist in dem Gebäudekomplex ein Handelszentrum mit Warenverkauf, -lagerung und Administration zu sehen.

### Tempel

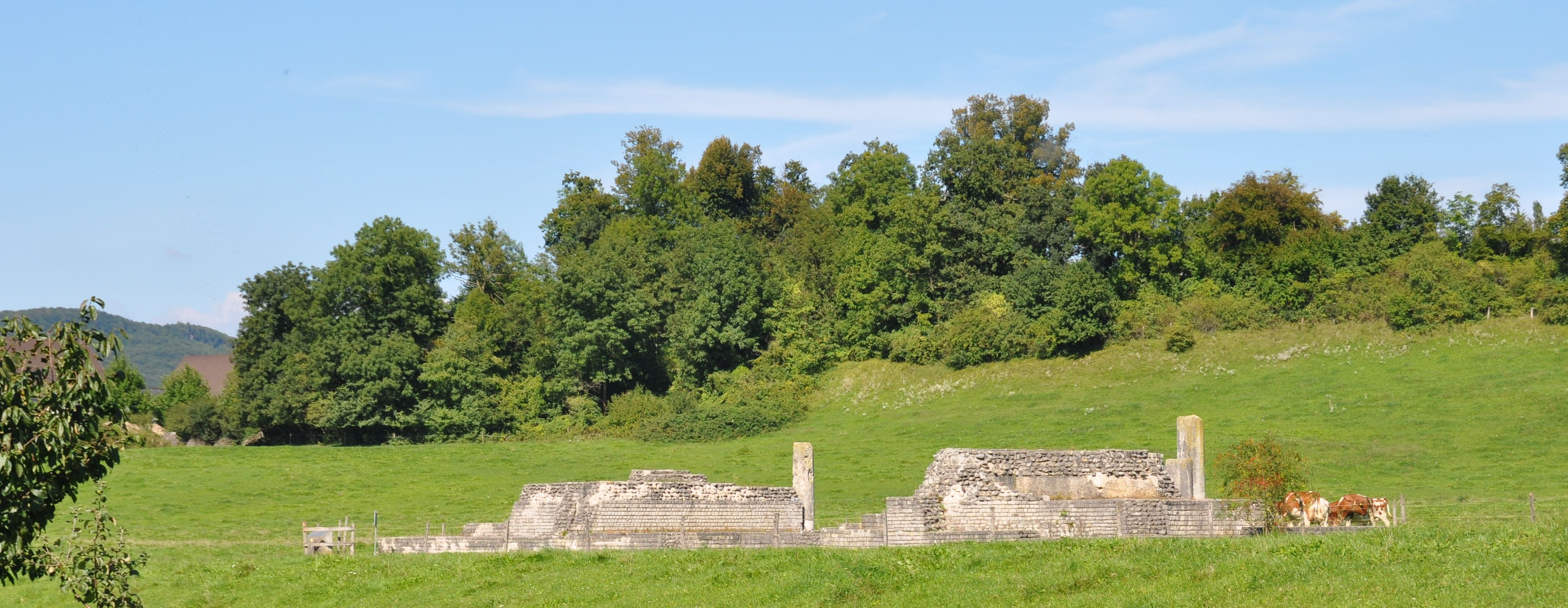
Die Ruine des Tempels in der Grienmatt

Vorwiegend im Zentrum und im südwestlichen Teil der Oberstadt befanden sich verschiedene Tempelanlagen. Neben dem Podiumstempel auf dem Hauptforum lehnte sich auch der Podiumstempel gegenüber dem Szenischen Theater, der Schönbühltempel, architektonisch an Vorbilder aus dem südalpinen Raum an. Die Tempelanlagen im Süden der Oberstadt hingegen standen in gallo-römischer Tradition, es handelte sich dabei um einen oder mehrere kleine Viereckstempel umfassende, durch eine Mauer abgegrenzte Tempelbezirke. In der durch die Ergolz gebildeten Ebene westlich der Stadt befand sich zudem eine grosse, in ihrer Ausgestaltung bisher einzigartige Anlage, das Heiligtum in der heutigen Grienmatt. Inmitten eines 125 × 132 m weiten, von einer Portikus umgebenen Hofes erhob sich ein 32 m breiter Doppelfassadenbau, dessen architektonische Ausgestaltung bisher weitgehend unbekannt ist. Ein Weihaltar für den Heilgott Aesculapius Augustus und ein direkt an die umgebende Portikus angebautes Heilbad sprechen für einen Zusammenhang mit Heilung und Gesundheit, ebenso ein Weihaltar, den eine Maria Paterna für die Genesung ihres Sohnes Nobilianus aufstellen liess.

### Theater

Das szenische Theater

Blick von der Tribüne

Auf dem Stadtgebiet von Augusta Raurica fanden sich zwei Theaterbauten aus der Römischen Kaiserzeit, nämlich ein szenisches Theater im Zentrum der Stadt und ein Amphitheater in der südlichen Peripherie.
Bei dem Gebäude, das heute als szenisches Theater rekonstruiert ist, handelt es sich genau genommen um drei aufeinander folgende Bauwerke. Der älteste Bau, der etwa um 70/80 n. Chr. erbaut wurde, war ein sogenanntes «Arena-Theater», das an Stelle einer Orchestra eine kreisrunde Arena aufwies und dadurch anfangs – allerdings nur bis zum Einbau von Sitzreihen (Prohedrien) in das runde Bühnenareal kurze Zeit später – sowohl Theater- als auch Arenaspiele zuliess. Durch umfangreiche Umbauarbeiten entstand aus diesem ersten szenischen Theater um 110 n. Chr. ein «Semi-Amphitheater» mit 7500–8500 Sitzplätzen. In dessen Zentrum befand sich eine ovale, vom Zuschauerraum abgegrenzte Arena, in der Tierhatzen und vermutlich auch Gladiatorenkämpfe inszeniert wurden. Nachdem um 170 n. Chr. an der Peripherie der Stadt ein Amphitheater errichtet worden war, erfolgte wiederum ein umfassender Umbau der Anlage. Beim dritten Bauwerk handelte es sich nun um ein klassisches szenisches Theater vom gallo-römischen Typus, das in den Jahren um 180/190 n. Chr. fertiggestellt wurde und 10'000–12'000 Zuschauer gefasst haben dürfte. Mit dem Ende der Stadt Augusta Raurica ab Mitte des 3. Jahrhunderts geriet das Theater ausser Nutzung und diente ab dieser Zeit wiederholt zur Gewinnung von Baumaterial. Bereits ab der frühen Neuzeit fanden Ausgrabungen im Theater statt, die im 20. und 21. Jahrhundert auch mit Restaurierungsarbeiten einhergingen, sodass heute dort Konzerte und Aufführungen möglich sind. Alle drei aufeinander folgenden Theaterbauten waren – wie dies für Augusta Raurica typisch ist – überwiegend aus Kalksteinmauern errichtet. An statisch besonders belasteten Stellen wurde der lokal abgebaute rote Buntsandstein eingesetzt, mit dem auch Zierelemente und Sitzstufen gestaltet wurden. Bereits der älteste Theaterbau war gleichzeitig mit dem auf einer Achse direkt gegenüberliegenden monumentalen Podiumstempel auf Schönbühl errichtet worden. Trotz der massiven Umbauten und Umnutzungen des Theaters wurde dieser Bezug immer gewahrt, weshalb von einem Einbezug des Theaterbetriebs in das Kultgeschehen auszugehen ist.
Für den Bau des bereits angesprochenen Amphitheaters am Stadtrand wurde eine natürliche Senke erweitert und ausgebaut, sodass man vom oberen Ende der Sitzstufen ebenerdig nach draussen gelangen konnte. Die 50 × 34 m grosse elliptische Arena war von einer etwa 4 m hohen Mauer umgeben. Zwei darin eingelassene carceres an den Längsseiten sowie zwei mit mehreren Durchgängen ausgestattete Toranlagen an den Schmalseiten ermöglichten das Betreten und Verlassen der Arena aus verschiedenen Richtungen.
Im Jahr 2021 wurde am Rheinufer ein weiteres Amphitheater aus späterer Zeit mit Ausmaßen von 50 × 40 Metern entdeckt. Diese Anlage wurde im 4. Jahrhundert direkt westlich des damaligen Siedlungskerns, des Castrum Rauracense errichtet und ist damit das jüngste bekannte Amphitheater des Römischen Reiches.

### Thermen

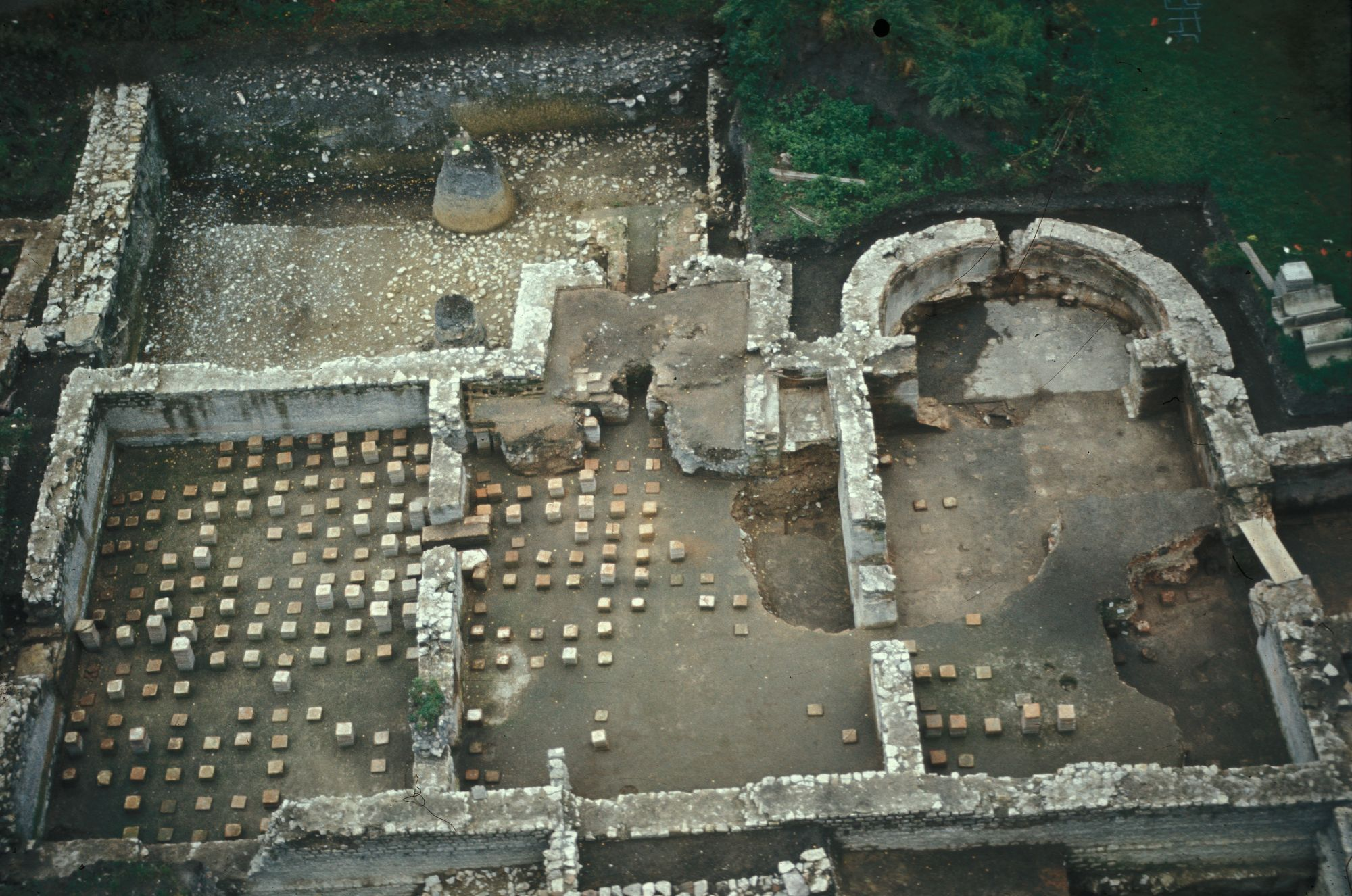
Die Rheinthermen nach den Ausgrabungen im Jahr 1975

Bisher sind aus Augusta Raurica zwei öffentliche Thermenanlagen sowie ein Heilbad bekannt. Die Frauenthermen lagen im Zentrum der Stadt direkt neben dem szenischen Theater. Sie umfassten eine ganze Insula und waren zur Strasse hin mit Tabernen versehen. Neben der Abfolge aus kalten, lauwarmen und heissen Räumen und Bädern umfasste die Anlage einen von einer Portikus umgebenen Aussenbereich mit einem Schwimmbecken und einem Platz für körperliche Übungen. Das Schwimmbecken musste bei einem Umbau einer gedeckten Halle weichen, die wohl ebenfalls der körperlichen Ertüchtigung diente.
Die zweite Thermenanlage, die Zentralthermen, lag inmitten der Wohn- und Handwerksquartiere der Oberstadt am cardo maximus. Sie war grösser als eine Insula und ragte in die nördlich und südlich angrenzenden Insulae hinein. Über die Anlage ist ansonsten wenig bekannt, da sie bisher nur in kleinen Schnitten ausgegraben wurde.
Das Heilbad in der Grienmatt liegt ausserhalb der Stadt und grenzt direkt an eine Tempelanlage an. Die Interpretation als Heilbad gründet auf entsprechenden Weihinschriften und zahlreichen kleinen Becken, die andernorts als Heilbäder ausgewiesen werden konnten.
Im Violenried westlich des Kastelenhügels wurden zwischen 1996 und 1998 eine weitere Badeanlage sowie ein Brunnenhaus freigelegt. Aufgrund des Fundmaterials wird die Anlage in die erste Hälfte des 2. Jahrhunderts v. Chr. datiert. Ob es sich dabei um eine kleine öffentliche Therme oder ein grosses Privatbad handelt, ist noch nicht abschliessend geklärt.
Eine weitere Thermenanlage – die sogenannten Rheinthermen – wurde erst nach der Auflassung von Augusta Raurica errichtet und war Teil des Castrum Rauracense.

### Stadtmauer und Tore

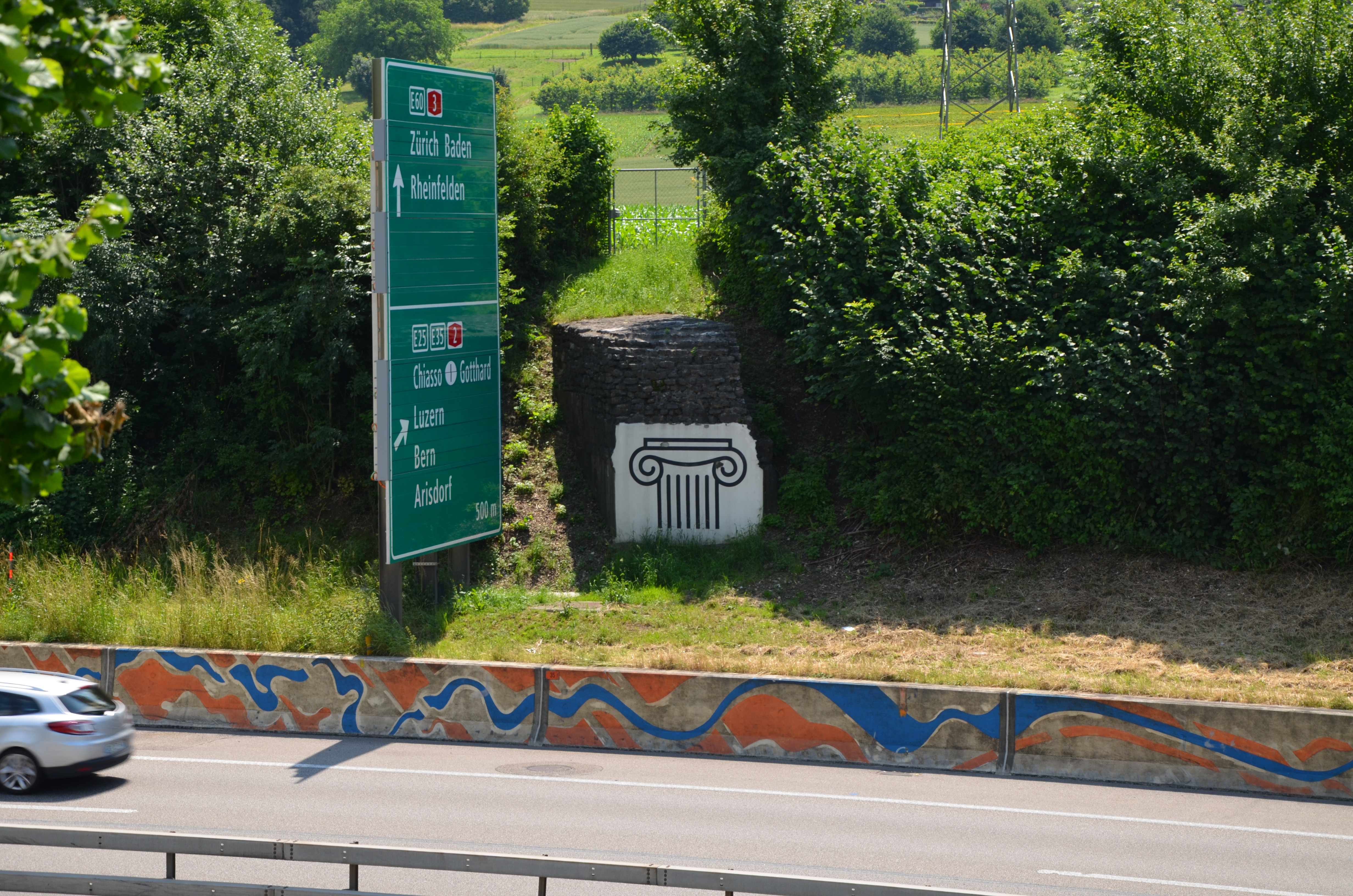
Einziger offen sichtbarer Abschnitt des westlichen Teilstücks der Stadtmauer, mit dem Säulen-Logo markiert

Die Ost-West-verlaufende Überlandstrasse, die Augusta Raurica im Süden der Oberstadt querte, führte östlich und westlich der Stadt durch mit Türmen versehene Tore. Von diesen Stadttoren ging eine knapp 2 m dicke Stadtmauer ab, die jedoch die Stadt nicht vollständig umgab, sondern nach maximal 370 m – südlich des Osttores jedoch schon nach 110 m – endete. Es ist unklar, ob das Bauprojekt eingestellt wurde, weil es zu teuer wurde, oder ob die Mauer von Anfang an nur als Fassade geplant war. Beim Osttor ist jedoch erkennbar, dass die Tortürme ursprünglich grösser geplant und dann redimensioniert worden waren.

## Militär

### Militärlager des 1. Jahrhunderts

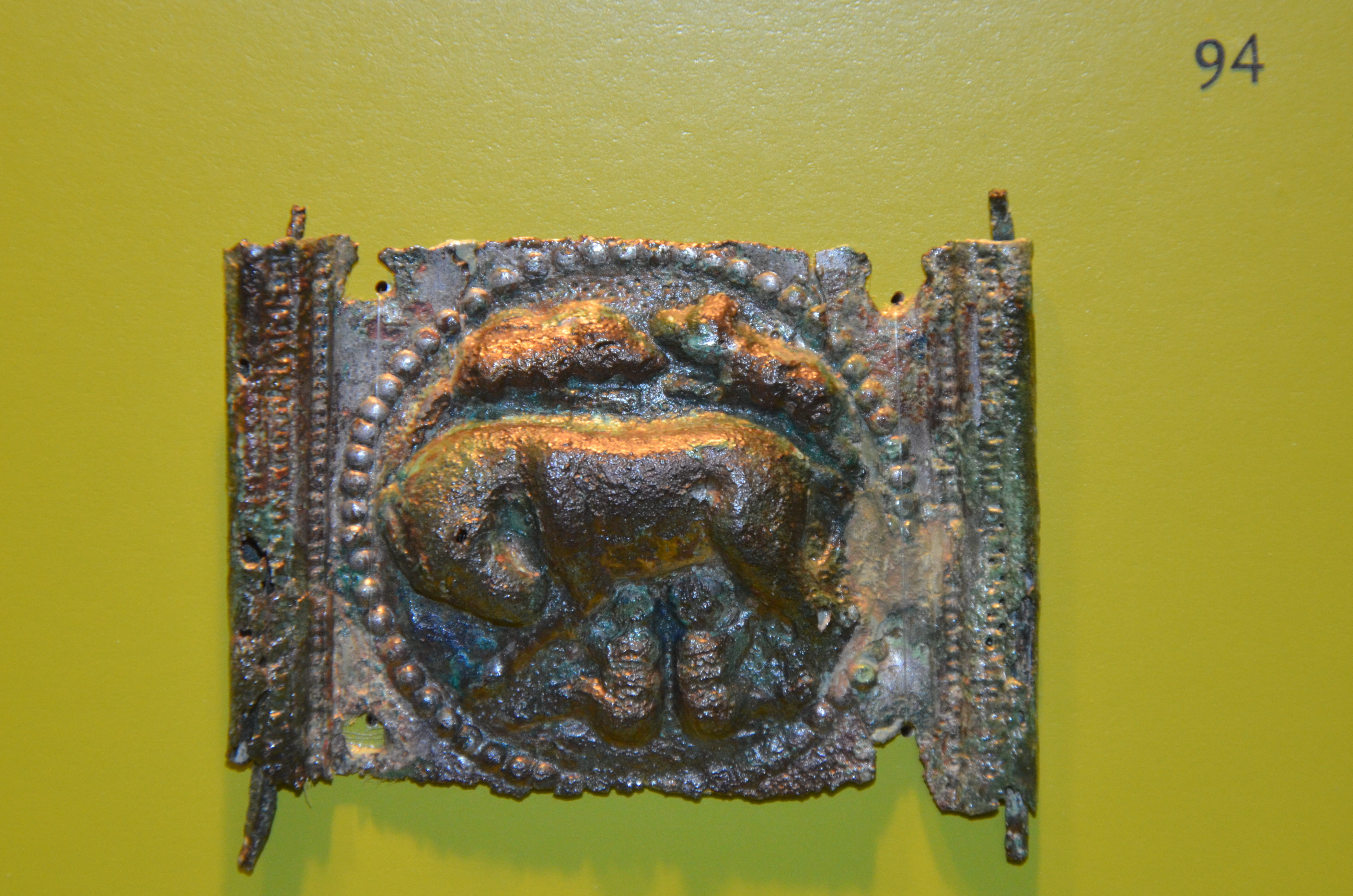
Bronzene Schnalle eines Soldatengürtels aus dem Militärlager des 1. Jahrhunderts; dargestellt sind die Kapitolinische Wölfin mit Romulus und Remus sowie ein Eber und ein Bär

Wohl im 2. Jahrzehnt n. Chr., nur wenige Jahre nach der Gründung des Legionslagers im knapp 40 km entfernten Vindonissa, wurde in der Ebene am Rhein, der späteren West-Unterstadt, ein Militärlager errichtet. Ein bis zu 3,2 m breiter und 0,9 m tiefer Wehrgraben umgab eine etwa 140 × 90 m grosse Fläche. Über die Innenbebauung aus Holz ist bisher kaum etwas bekannt. Das Militärlager diente wohl der Sicherung der Rheingrenze. Es wurde jedoch bereits um die Mitte des 1. Jahrhunderts – lange vor der Verschiebung der Grenze nach Norden – wieder aufgegeben, möglicherweise in jenem Zeitraum, als das Legionslager in Vindonissa vergrössert und in Stein ausgebaut wurde. Über die militärischen Einheiten, die hier stationiert waren, ist bisher kaum etwas bekannt, lediglich eine Inschrift gibt einen Hinweis darauf, dass es sich teilweise um Reiterregimente gehandelt haben könnte (genannt werden die Ala Moesica und die Ala Hispana). Nach der Aufgabe des Militärlagers in der Rheinebene Mitte des 1. Jahrhunderts war Augusta Raurica während etwa 200 Jahren eine Zivilstadt ohne militärische Einrichtungen. Es gibt jedoch Hinweise darauf, dass militärische Einheiten an den grossen Bauprojekten der 2. Hälfte des 1. Jahrhunderts beteiligt waren.

### Militärpräsenz im 2. und 3. Jahrhundert
Während im 2. Jahrhundert kaum Militärpräsenz nachzuweisen ist, bezeugen Waffen- und Rüstungsteile sowie Skelette mit Hieb- und Stichverletzungen die Anwesenheit von bewaffneten Truppen vor allem im fortgeschrittenen 3. Jahrhundert. Sie standen in Zusammenhang mit der Krise des 3. Jahrhunderts. Naheliegend ist auch eine gewisse militärische Besatzung der enceinte réduite des späten 3. Jahrhunderts.

### Castrum des 4. Jahrhunderts
Das Castrum Rauracense wurde nach der weitgehenden Zerstörung der Zivilsiedlung von Augusta Raurica errichtet. Die zivile Bevölkerung und die Militärangehörigen lebten gemeinsam hinter den mächtigen Mauern, die zwischen 8 und 10 Meter hoch waren und mehrere Befestigungstürme aufwiesen. Zahlreiche Brandschichten bezeugen, dass die Festung um 351/352 von germanischen Stämmen angegriffen wurde. Verschiedene Hinweise deuten aber darauf hin, dass das Kastell danach wieder aufgebaut wurde. Der ältere Wehrgraben, der zusammen mit dem Kastell angelegt wurde, wurde frühestens gegen Ende des 4. Jahrhunderts aufgefüllt. Aus dem 4. Jahrhundert stammen auch die Reste eines weiteren Amphitheaters. Es handelt sich um den bisher jüngsten Bau solch eines Theaters überhaupt. Funde wie Keramik und Militaria bezeugen eine Präsenz von römischen Truppen bis in die erste Hälfte des 5. Jahrhunderts.
Der jüngere Wehrgraben wurde irgendwann nach dem 5. Jahrhundert ausgehoben, wobei noch nicht abschliessend geklärt ist, von wem. Die Tatsache, dass ein zweiter Graben angelegt wurde, sowie die kontinuierliche Belegung des Nordwestgräberfelds bis ins 7. Jahrhundert legen jedoch nahe, dass das Kastell bis in diese Zeit eine Zentrumsfunktion innehatte.

## Wohn- und Handwerksquartiere

### Insulabebauung in der Oberstadt
Durch Prospektion (Georadar, Geophysik, Luftbildprospektion) sind grosse Teile der Stadt in ihrem Grundriss bekannt. Neben den monumentalen öffentlichen Bauwerken sind auch zahlreiche Wohn- und Gewerbebauten ausgegraben und untersucht worden.
Die Insulae in der ersten Hälfte des 1. Jahrhunderts waren noch locker mit Gebäuden aus Holz mit dazwischen liegenden Freiflächen bebaut. In der Folge wurden die Insulae immer mehr mit Steinbauten verdichtet, sodass geschlossene Wohnblöcke entstanden. Dabei waren auch sehr reich ausgestattete Häuser wie jene der Insula 30 mit Handwerksbetrieben kombiniert. Häufig wurden dabei die zur Strasse hin liegenden Räumlichkeiten gewerblich genutzt, während die im Innern der Insula gelegenen Bereiche sowie das Obergeschoss eher dem Wohnen dienten. In hallenartigen Gewerberäumen konnten verschiedene Gewerbe nachgewiesen werden, zum Beispiel Fleischverarbeitung, Textilhandwerk, Metallverarbeitung, Horn- und Beinschnitzereien sowie Möbelschreiner.
Eine klare Trennung zwischen privater und gewerblicher Nutzung ist aus archäologischer Sicht nicht immer möglich, da es sich häufig um Mehrzweckräume gehandelt haben wird.
In der reich ausgestatteten domus in Insula 30 konnten um einen Innenhof gruppierte Speisezimmer, Wohnräume, Privatbäder und eine Küche freigelegt werden.

### Streifenhausquartiere in der Unterstadt
Die Wohn- und Gewerbebauten der Unterstadt unterscheiden sich stark von jenen der Oberstadt. Die Bauparzellen waren hier nicht an allen vier Seiten von Strassen umgebene Rechtecke, sondern nur mit der Schmalseite an eine Strasse grenzende Streifen. Damit entsprach die Bebauung jener einer Kleinstadt (vicus). Meist war nur der strassenseitige Teil der Parzelle bebaut, sodass der Strasse entlang eine geschlossene Häuserfront entstand, während sich dahinter Freiflächen für Gärten, Schuppen, Werkstätten, Stallungen, Brunnen und Latrinen befanden. Die Gebäude waren Mehrzweckbauten, in denen Handwerk betrieben und gewohnt wurde.

### Gewerbehaus Schmidmatt
Aufgrund einer Hanglage haben sich zwei an der Ost-West verlaufenden Fernstrasse zwischen Ober- und Unterstadt gelegene Gewerbehäuser besonders gut erhalten. Die Gebäude waren aneinander gebaut und mindestens zweistöckig, wobei das obere Stockwerk von der Strasse her ebenerdig zugänglich war, während das untere, in den Hang gebaute Geschoss über eine Rampe zugänglich war. Das Untergeschoss des westlichen Gebäudes beherbergte neben beheizbaren Wohnräumen eine grosse Küche sowie einen grossen Lagerraum für Esswaren und Geschirr, was nahelegt, dass sich darüber eine direkt von der Strasse her zugängliche Gaststube befand.
Im Untergeschoss des östlichen Gebäudes konnte eine grosse Gewerbehalle freigelegt werden, die mit einem gemauerten Becken und Holzfässern ausgestattet war. Denkbar ist hier ein Textil oder Nahrungsmittel verarbeitendes Gewerbe. Funde aus dem Obergeschoss weisen darauf hin, dass jedoch auch hier auf der Strassenebene Gäste bewirtet wurden.

### Töpfereien
Ein wichtiges Gewerbe in Augusta Raurica war die Keramikproduktion. Der grösste Teil der Gefässe, die zur Aufbewahrung, Zubereitung und Auftragung von Nahrungsmitteln dienten, wurden aus Ton gefertigt. Die Töpfereien der Oberstadt lagen fast ausschliesslich am Siedlungsrand, ein ganzes Töpferquartier befand sich entlang der südöstlichen Fernstrasse und in unmittelbarer Nähe der Tonabbaustätten östlich der Stadtmauer. In der Unterstadt waren die Töpfereien stärker zerstreut in die Wohn- und Gewerbequartiere integriert. Die Töpfereien waren als Familienbetriebe und kleine Manufakturen organisiert und produzierten in vergleichsweise kleinen Chargen, ihr Absatzmarkt war die Koloniestadt selbst sowie die nähere Umgebung.

### Glasmanufakturen
In kleinerem Umfang als Keramik wurden in Augusta Raurica auch Glasgefässe und -gegenstände hergestellt. Die bisher bekannten Glas-Werkstätten befanden sich in der Unterstadt in der Nähe des Rheins, hier konnte das in grossen Mengen benötigte Brennholz auf dem Wasserweg angeliefert werden. In den Werkstätten gab es drei Ofentypen: Wannenöfen zum Einschmelzen von grösseren Mengen Altglas, Hafenöfen für die eigentliche Gefässherstellung und Kühlöfen für die langsame Auskühlung derselben. Hergestellt wurden wohl vorwiegend sogenannte Vierkantkrüge.

### Ziegelei
Während des etwa 300-jährigen Bestehens von Augusta Raurica wurden riesige Mengen an Baukeramik – vorwiegend Ziegel – in der Stadt verbaut. Es liegt nahe, dass diese wichtigen Bauelemente in der Nähe der Stadt hergestellt wurden, bisher wurde jedoch keine Ziegelei aus dieser Zeit gefunden.
Aus dem 4. Jahrhundert (der Zeit des Castrum Rauracense) sind jedoch sechs grosse Ziegelöfen bekannt, die sich östlich der damals weitgehend aufgelassenen Oberstadt befanden. In der Forschung ist umstritten, ob es sich dabei, wie häufig angenommen, um die zentrale Legionsziegelei der im Castrum Rauracense stationierten Legio I Martia handelte. Zahlreiche Ziegel mit dem Stempel dieser Legion wurden im Bereich von Augusta Raurica wie auch in der weiteren Umgebung gefunden, allerdings ist ihre Zugehörigkeit zu den sechs Öfen vor der östlichen Stadtmauer nicht gesichert.

## Gräberfelder

Luftbild (1966) der Ausgrabungen vor dem Osttor, im Zentrum das monumentale Rundgrab

An bisher drei der vier Fernstrassen der Stadt wurden grosse Gräberfelder gefunden, sie erstreckten sich teils über 1000 m entlang der Strassen. Weitere kleinere Grabgruppen wurden rings um und selten innerhalb der Stadt freigelegt. Es handelt sich dabei sehr häufig um Brandgräber, erst in der Spätantike – zur Zeit des Castrum Rauracense – wurden Körpergräber die Regel.
Herausragend unter den Gräbern ist eine Bestattung in einem monumentalen Rundbau direkt am Stadtrand an der südöstlichen Fernstrasse. Der gemauerte Rundbau mass knapp 15 m im Durchmesser und wurde oben durch einen Erdtumulus abgeschlossen. Hier wurde in der zweiten Hälfte des 1. Jahrhunderts zweifellos eine wichtige Persönlichkeit von Augusta Raurica bestattet; da sich keine Inschrift erhalten hat, muss ihre Identität jedoch unbekannt bleiben.
Von den in römischer Zeit oberirdisch sichtbaren Grabkennzeichnungen sind nur wenige erhalten. Bei einigen Gräbern konnten Grabummauerungen oder Grabgärten festgestellt werden, zudem sind uns dank Grabsteinen mit Inschrift einige Einwohner von Augusta Raurica namentlich bekannt.

## Forschung und Vermittlung

### Forschungsgeschichte

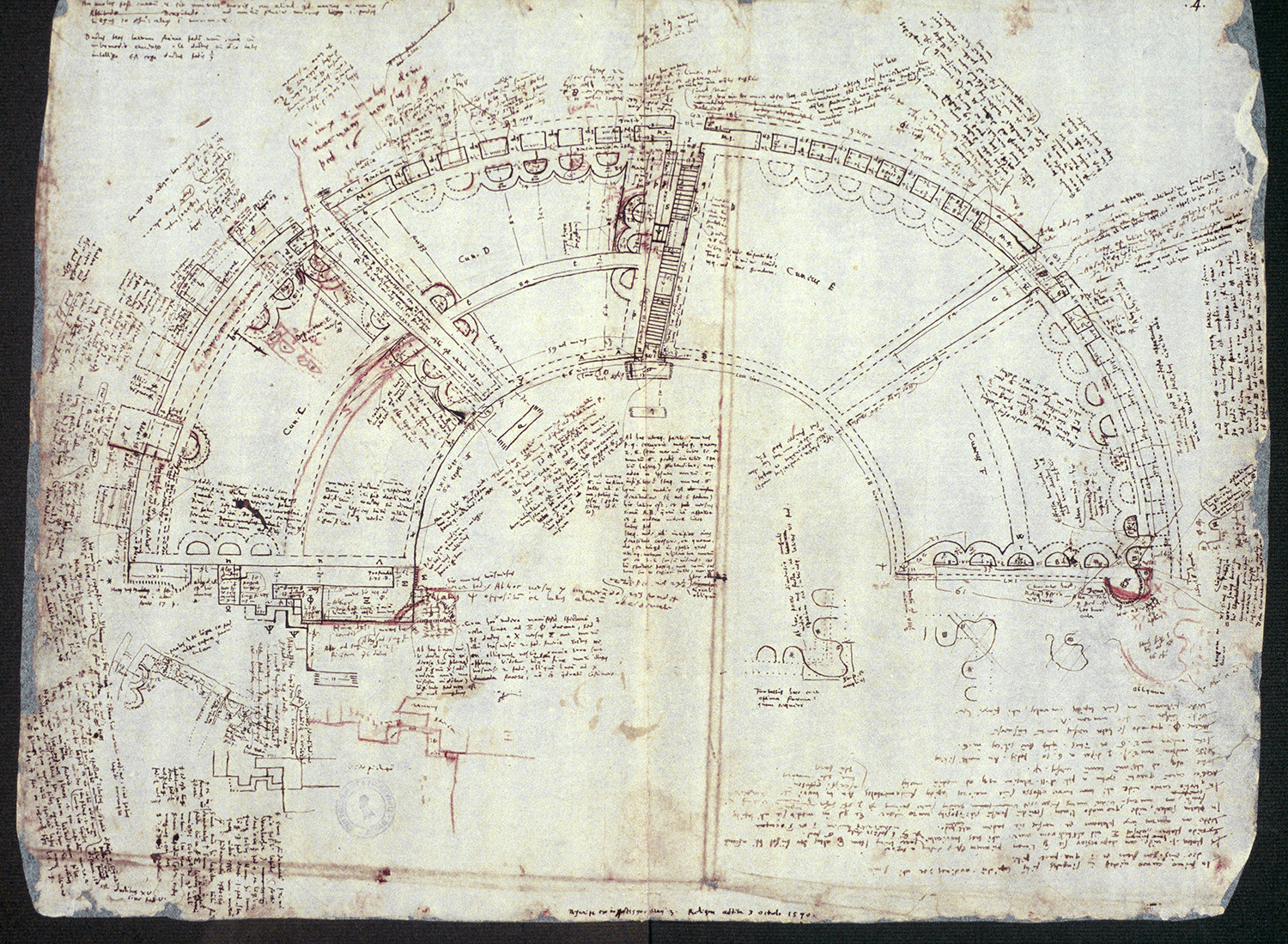
Ältester bekannter Grundrissplan des Theaters Augst von Basilius Amerbach und Hans Bock dem Älteren aus dem Jahr 1590

Bereits Ende des 16. Jahrhunderts setzte sich der Basler Sammler Basilius Amerbach erstmals unter wissenschaftlichen Aspekten und mit Methoden der Archäologie mit den Ruinen von Augst und Kaiseraugst auseinander. Er wohnte Grabungen im szenischen Theater bei und dokumentierte diese so genau wie möglich. Er erkannte dabei, dass es sich bei dem Gebäude, das man bis anhin für ein Schloss hielt, um ein römisches Theater handelt. Bereits um 1528 hatte der Basler Humanist Beatus Rhenanus den Zusammenhang zwischen Inschriften, die eine Colonia Raurica nannten, und den Ruinen bei Augst hergestellt.
In den folgenden Jahrhunderten wurden die Monumente von Augusta Raurica hauptsächlich als Steinbruch für das nahe gelegene Basel genutzt. Es gab immer wieder historisches Interesse an der römischen Stadt. Schatzsucher, Steinräuber und der in der Romantik aufkommende Handel mit römischen Architekturelementen taten jedoch das Ihrige dazu, die Monumente stark zu beschädigen oder ganz verschwinden zu lassen.

### Ausgrabungen und moderne Forschung
In der zweiten Hälfte des 19. Jahrhunderts änderte sich die Situation dank der Historischen und Antiquarischen Gesellschaft zu Basel, die mit finanzieller Unterstützung des Privatmanns Johann Jakob Merian das Szenische Theater kaufte und in der Folge mit der wissenschaftlichen Erforschung von Augusta Raurica begann. Ab den 1930er-Jahren war mit der Stiftung Pro Augusta Raurica eine eigenständige Organisation für Ausgrabung und Erforschung der Stadt zuständig. Unter der Leitung von Rudolf Laur-Belart erfolgte der Bau des Römerhauses.
Durch die intensive Grabungstätigkeit vor allem im 20. Jahrhundert sind heute bereits vergleichsweise grosse Teile der römischen Stadt ausgegraben, trotzdem kommen auch heute noch bei jedem Bodeneingriff auf dem Stadtgebiet neue Funde und Befunde zu Tage. Zwei Grabungsequipen – eine in Augst (BL) und eine der Kantonsarchäologie Aargau angegliederte Equipe in Kaiseraugst (AG) – sind deshalb ganzjährig auf Notgrabungen beschäftigt. Sie sind Teil des staatlichen Archäologiebetriebes Augusta Raurica, der auch zuständig ist für die Sammlung und Verwaltung der Funde, die Archivierung der Dokumentation sowie die Erforschung, Vermittlung und Pflege der römischen Hinterlassenschaften. Die entsprechenden Rahmenbedingungen sind im Römervertrag sowie im Archäologiegesetz des Kantons Basellandschaft und dem Kulturgesetz des Kantons Aargau festgehalten.

### Augusta Raurica für Besucher
Heute ist Augusta Raurica ein frei zugänglicher archäologischer Park und ein Kulturdenkmal von nationaler Bedeutung. Seit der Errichtung des Museums Augusta Raurica und dem zugehörigen Römerhaus in den 1950er-Jahren sind zahlreiche Bauwerke der römischen Zeit für Besucher zugänglich gemacht worden. Das Museum zeigt in zwei Ausstellungsräumen den Silberschatz von Kaiseraugst sowie wechselnde Ausstellungen zur römischen Stadt. Das Römerhaus ist eine Rekonstruktion eines römischen Hauses mit südalpinem Vorbild und gibt einen Einblick in römische Alltagswelten wie Wohnen, Nahrungszubereitung und Handwerk. Im Museum und im Freilichtgelände finden Führungen und Workshops zu vielfältigen Themen statt. An einem Wochenende im Monat August findet jeweils das Römerfest Augusta Raurica statt, das grösste Volksfest seiner Art in der Schweiz.

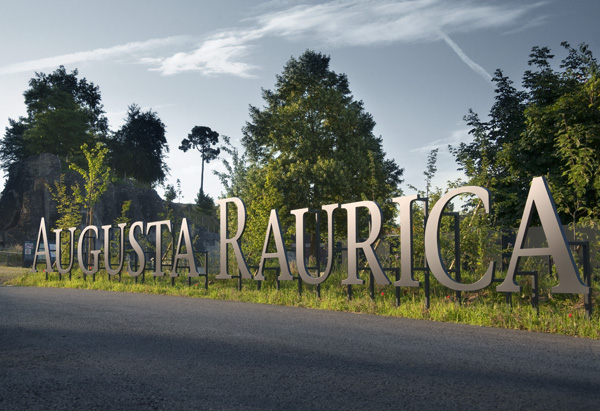
Augusta Raurica ist heute ein Ausflugsziel, das jährlich von über 150'000 Gästen besucht wird
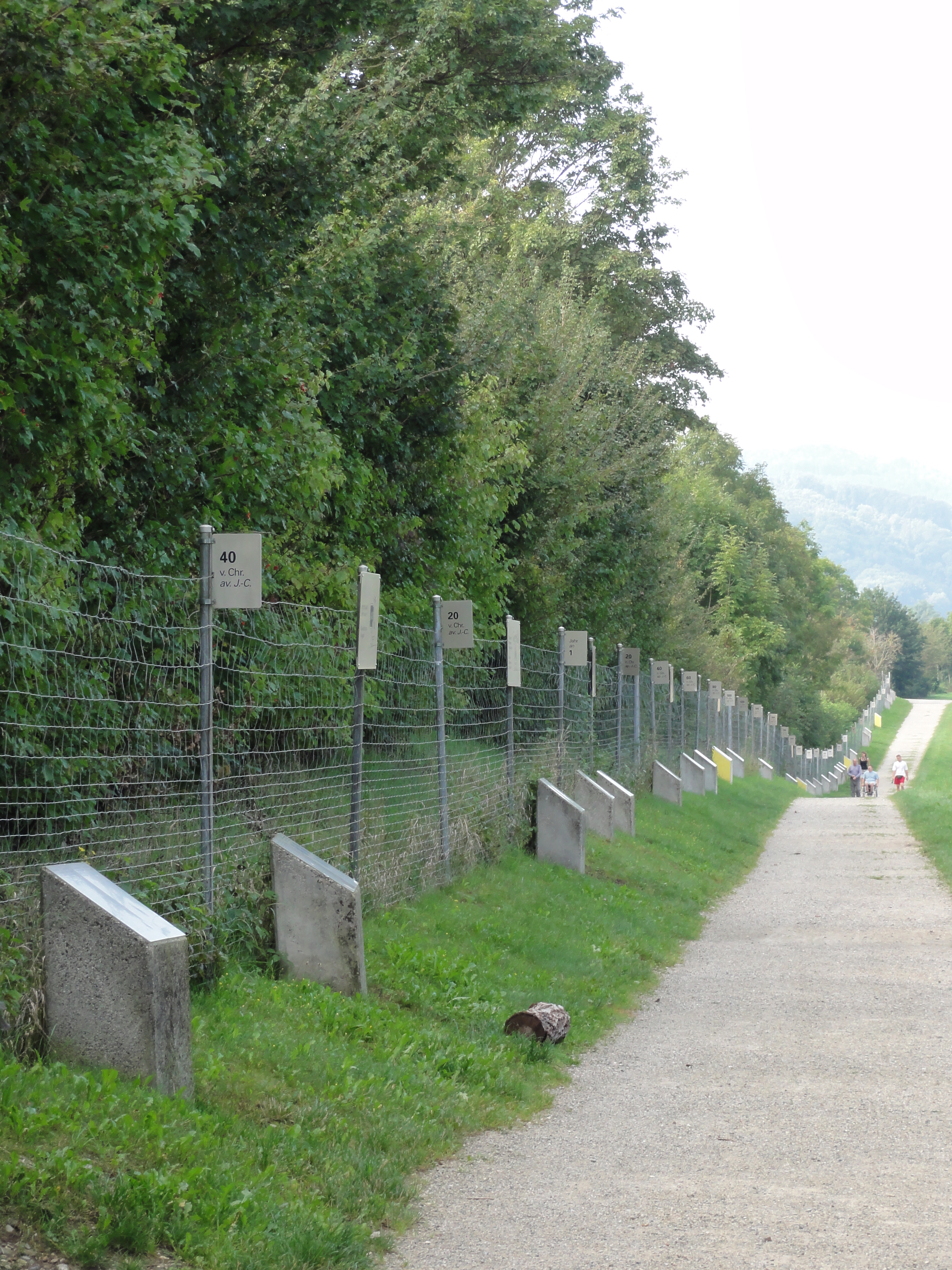
Geschichtslehrpfad über die Entwicklung von Augusta Raurica im Rahmen der römischen Geschichte